# Gebrüder Kulenkampff
Die Gebrüder Kulenkampff (GK), auch Gebr. Kulenkampff, war ein 1801 bzw. 1806 gegründetes traditionsreiches Handelshaus mit Sitz in Bremen,  das bis 1990 ein selbstständiger führender Tabakhändler für Rohtabak war.

## Geschichte
1801 gründete Caspar Gottlieb Kulenkampff (1769–1838) die Firma Kulenkampff & Kroog. 1806 folgte die Umwandlung zum Handelshaus Gebrüder Kulenkampff, das von Caspar Gottlieb und seinem Bruder Peter Andreas Kulenkampff geführt wurde. Die Familie Kulenkampff ist seit dem 16. Jahrhundert eine in Bremen ansässige Kaufmannsfamilie. Zunächst war die Firma ein allgemeines inländisches Warengeschäft mit Sitz in der Martinistraße Nr. 25. Nach 1915 wurde gehandelt mit Teakholz, Rum, Häuten und Rohtabak. 1827 erweitert sich das Geschäftsfeld durch eine nordamerikanische Filiale und eine Reederei. 1830 fuhr das erste eigene Segelschiff für das Unternehmen. Es folgte ein bedeutsamer Aufschwung. 1835 wurde der Sohn von Caspar Gottlieb Kulenkampff der spätere Abgeordnete der Bremischen Bürgerschaft Gustav Kulenkampff Teilhaber der Firma. Zu dieser Zeit war der Handel mit Baumwolle und Tabak vorrangig. 1848 wurde der Firmensitz zur Domsheide Nr. 3 verlegt (Haus Kulenkampff).

Die Bark Admiral Brommy wurde von Gebrüder Kulenkampff bereedert.
1869 wurde der spätere Senator August G. Nebelthau Teilhaber der Firma. Er knüpfte Verbindungen zu Frankreich, Italien und Spanien. Der Tabakhandel dominierte zunehmend die Firma, die mit anderen Firmen durch ihre Teilhaber mehr und mehr verknüpft war. Niederlassungen in Nord-, Mittel- und Südamerika wurden eingerichtet. Nebelthau konnte sich erfolgreich gegen das von Bismarck geplante Tabakmonopol durchsetzen und Bremen blieb der bedeutendste Standort für den deutschen Tabakhandel. Zwischen 1830 und 1921 bereederten die Gebrüder Kulenkampff insgesamt 16 Segelschiffe.
Nach dem Ersten Weltkrieg wurden alte Geschäftsverbindungen wieder aufgenommen. August Nebelthau, ein Enkel von August G. Nebelthau, wurde 1924 geschäftsführender Teilhaber.
Mit dem Zweiten Weltkrieg brach das Tabakgeschäft ein. 1948 wurde der Handel wieder aufgenommen; Arnold Duckwitz und Werner Bischoff wurden Teilhaber. 1952 zog die Firma zum Altenwall Nr. 21/23 um und dann Nr. 17/18. Es entstanden Tochterfirmen nun auch im Orient in Afrika und Fernost. Das Unternehmen wurde in den 1950er Jahren Gesellschaften der neuen Deutsch-Indonesischen Tabakshandelsgesellschaft. 1958 traten die Söhne Jürgen Duckwitz (1930–1992) und Friedrich August Nebelthau (1931–2005) sowie 1980 Manfred Bischoff (1915–2012) als Teilhaber ein sowie später Friedrich Edzard (1920–2004). Auch mit technischen Anlagen (Ersatzteile, Zubehör) wurde seit 1955 gehandelt mit Büros in New York, London und Montreal. Aufbereitungsanlagen für den Tabak entstanden weltweit. In der Stammfirma und den Töchterunternehmen waren um 1980 bis zu 800 Mitarbeiter und 6.000 bis 7.000 Saisonarbeiter beschäftigt.
1990 wurde das Unternehmen mit seinen 15 Niederlassungen von der US-amerikanischen Universial Leaf Tobacco Company, Richmond übernommen, die eine Tochter der Universal Corporation ist; im Tabakhandel das größte Handelsunternehmen der Welt. Gebrüder Kulenkampff behielt als Tochterunternehmen seinen Namen und hatte 1990 einen Gruppenumsatz von 380 Mio. DM.